# Острва Глориозо
Острва Глориозо или Глориозо острва (фр. Îles Glorieuses), званично Архипелаг Глориозо (фр. Archipel des Glorieuses), архипелаг је површине 7 km² и укупне површине (са лагуном) 35,2 km² смештен у Индијском океану, северо-западно од Мадагаскара. Архипелаг је од 21. фебруара 2007. године постао део француског административног региона Француске јужне и антарктичке земље (фр. Terres australes et antarctiques françaises, TAAF) и спада у групу расејаних острва у Индијском океану. На архипелаг полажу суверенитет и суседне острвске државе Мадагаскар и Сејшели.

## Историја
Острва су именована и насељена 1880. године када је Француз Хиполит Калто основао плантажу кокоса на острву Велики Глориозо. Од 1892. године званично постају француски посед а 1895. године постаје департман Мајота. Од 1914. до 1958. године концесија за искоришћавање ресурса на острвима додељена су сејшелским фирмама.

## Географија
Острва Глориозо се састоје из два густом шумом обрасла корална острва Велики Глориозо (3 km величине) и Лис (отприлике 600 квадратних метара ширине). Архипелаг се састоји и од 8 стеновитих острва, а то су: Острво Епавес, Бродоломна стена, Јужна стена, Зелена стена, Острво ракова и три стене без имена. Сва острва заједно су део коралног гребена и лагуне.
На острвима се налази гарнизон од 11 француских војника, као и радио и метеоролошка станица. Острва поседују неасфалтирану авионску писту и бродску луку.
Острва су резерват природе и важни су за размножавање морских птица и корњача.

## Клима
Клима је тропска а терен низак и раван. Највећа надморска висина на острвима је 12 m. Острва у у потпуности покривена вегетацијом и кокосовим палмама.

## Галерија
- Сателитски снимак архипелага
- Плажа на острву Велики Глориозо
- Панорама
- Гробље француских војника
- Мапа архипелага
- Мапа Расејаних острва у Индијском океану са положајем острва Глориозо
- Мапа острва